# Lê Chân

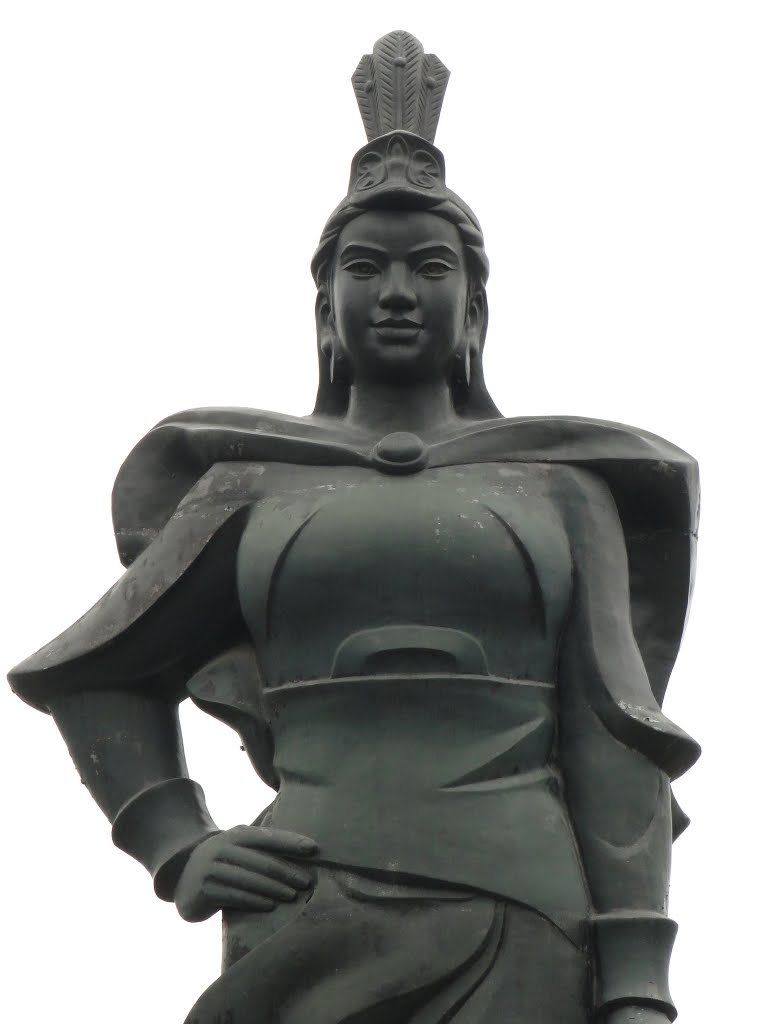
Tượng Nữ tướng Lê Chân ở Hải Phòng.

Lê Chân (chữ Hán: 黎真; 20 - 43) là một trong những nữ tướng xuất sắc của Hai Bà Trưng. Bà được coi là người có công khai khẩn lập nên vùng đất ven sông Cấm ở đầu nguồn, còn trang An Biên (phường An Biên, quận Lê Chân, thành phố Hải Phòng) là do nhóm ngư dân từ trang Yên Biên, tổng Vĩnh Đại, huyện Đông Triều, thừa tuyên Nam Sách di cư về vùng đất này vào cuối thời Lê sơ đầu thời Mạc lập ra.

## Xuất thân
Tương truyền, Lê Chân quê ở trang Yên Biên (tên Nôm là làng Vẻn, nghĩa là bìa, rìa), huyện Khúc Dương, quận Giao Chỉ (nay thuộc khu An Biên, phường Thủy An, thành phố Đông Triều, tỉnh Quảng Ninh).  Cha Lê Chân là Lê Đạo và mẹ bà là Trần Thị Châu. Có tài liệu chỉ ghi mẹ bà họ Trần. Ông Lê Đạo làm nghề thầy thuốc, sống rất nhân từ, quảng đại và sẵn lòng bao dung cứu giúp kẻ nghèo khó, sa cơ lỡ bước. Những ân nghĩa của ông ban ra làm dân chúng xa gần mến phục. Bà vợ ông là một người phụ nữ thuỳ mị, đảm đang, phúc hậu, nổi tiếng về tài chăn tằm, dệt vải.
Hiềm một nỗi hai ông bà tuổi đã cao mà chưa sinh được người con nào để vui cảnh tuổi già hôm sớm. Ông bà đã đi lễ bái, cầu phúc nơi cửa Phật. Nghe tiếng Yên Tử là nơi có ngôi chùa rất linh ứng, dù đường sá hiểm trở, hai ông bà cũng tìm đến tận nơi thành tâm cầu nguyện. 
Đêm ấy, ông Lê Đạo nằm mơ thấy 2 vị thiên sứ. Một vị mặc áo xanh tay cầm kim mâu, một vị mặc áo tía tay cầm bảo kiếm dẫn ông lên thiên cung. Ông bàng hoàng kinh sợ vội sụp lạy trước một vị đại quan ngồi trong điện, đầu đội mũ bách tinh, mình mặc áo bào vàng. Ở bên trái, bên phải mỗi bên có một vị quan tay cầm giấy bút. Ông văng vẳng nghe thấy lời truyền bảo: "Nhà ngươi có phúc lớn, tiến đến thiên đình. Nay nhân có một tiên nữ phạm lỗi, Ngọc Hoàng sai đày xuống trần 40 năm, cho đầu thai làm con nhà ngươi, sau sẽ làm rạng rỡ gia đình, con trai cũng không sánh kịp". Bỗng chuông trống chói tai làm ông chợt tỉnh, biết là nằm mơ. Vợ chồng ra về. Một buổi sáng sớm, bà Châu đi ra ngoài ấp thì thấy một vết chân lớn, đưa chân ướm thử, thấy người xúc động rồi có thai. Sau 12 tháng, ngày 08 tháng trọng xuân (02) năm Canh Thìn (20) niên hiệu Địa Hoàng nguyên niên đời "Thủy Kiến Quốc Địa Hoàng Thượng Mậu", bà sinh được một con gái má phấn môi son, mày ngài mắt phượng, sắc đẹp nghiêng nước nghiêng thành. Ông bà đặt tên con là Lê Chân.
Bà Lê Chân lớn lên là người có nhan sắc, giỏi võ nghệ lại có tài thơ phú. Một hôm, Thái thú Tô Định, một kẻ tham tàn, bạo ngược "thấy tiền thì giương mắt lên" đi kinh lý qua trang Yên Biên. Nghe kẻ nịnh thần tâu bày về sắc đẹp của nàng Lê Chân, Tô Định bèn dùng quyền thế ép về làm tì thiếp nhưng bị dứt khoát chối từ. Tức tối, Tô Định giết hại cả cha mẹ nàng. Lê Chân phải rời bỏ quê theo Kinh Tây (nay là sông Kinh Thày) xuôi xuống phía Nam, đến vùng Vụ Nông, khu vực ngã ba sông  Kinh Thầy, sông Vận và sông Cấm ngày nay (vùng đất Lê Chân lập trang lúc bấy giờ chỉ là một bãi đất phù sa mới bồi lên, lơ thơ mấy khóm cây dại, mấy túp lều tranh của phường chài lưới). Thấy địa hình, đất đai thuận lợi, bà dừng lại lập trại khai phá.

## Theo Hai Bà Trưng khởi nghĩa
Cùng với thân quyến và người làng mà bà cho đón ra, Lê Chân còn phát triển nghề trồng dâu, nuôi tằm và đánh bắt thủy hải sản.Tại đây bà đã chiêu mộ trai tráng để luyện binh và được sự ủng hộ của nhân dân quanh vùng. Binh sĩ của Lê Chân được huấn luyện chu đáo và có sở trường về thủy trận. Năm Kiến Vũ thứ 16 (40) đời Hán Quang Vũ đế, Hai Bà Trưng dấy binh khởi nghĩa, bà đã đem theo binh lính gia nhập quân khởi nghĩa của Hai Bà Trưng. Trong các trận đánh, bà thường được cử làm nữ tướng quân tiên phong, lập nhiều chiến công. Đạo quân của Lê Chân từ mạn biển xứ Đông đánh thốc lên Luy Lâu (Thuận Thành, Bắc Ninh) -  trụ sở quận Giao Chỉ, nơi có bộ máy thống trị của bọn Tô Định, phối hợp với quân của Hai Bà Trưng và các thủ lĩnh nghĩa quân khác, giải phóng quận thành. Tô Định vội vã tháo chạy về đất Nam Hải (Trung Quốc). Sau khi thu phục 65 thành, Tô Định phải lui về nước, Trưng Trắc được suy tôn làm vua (Trưng Vương). Lê Chân được Trưng Vương phong là Thánh Chân công chúa, giữ chức Chưởng quản binh quyền nội bộ, đứng ra tổ chức, luyện tập quân sĩ, gia tăng sản xuất..

## Kháng chiến chống Mã Viện
Năm 42, Mã Viện lại đưa quân sang xâm lược nước Việt Nam. Đội quân thường trực phòng thủ ven biển Đông Bắc do Chưởng quản binh quyền Lê Chân chỉ huy đã ra quân kịp thời chặn đánh quyết liệt đoàn thuyền binh đông đảo của giặc ngay từ cửa sông Bạch Đằng. Theo lệnh của Trưng Vương, trên bộ nữ tướng Thánh Thiên đem quân lên đánh giặc ở biên giới, còn nữ tướng Bát Nàn chặn cánh quân trên bộ của Mã Viện ở cửa biển, phối hợp với nữ tướng Lê Chân.
Suốt dọc sông Bạch Đằng, Đá Bạc, dưới nước và trên bờ hai đạo quân, đa số là phụ nữ chiến đấu quyết liệt. Lê Chân cho dựng chướng ngại vật trên sông, dùng những chiếc thuyền chiến nhỏ, nhẹ, dễ cơ động tập kích vào mạn sườn đoàn thuyền to lớn, nặng nề của giặc, làm chúng tổn thất không ít. Song do quá chênh lệch về lực lượng, trang bị, vũ khí so với địch nên hai nữ tướng phải lui quân.
Đội thuyền binh của Lê Chân nhỏ nhẹ, ngược sông Bạch Đằng tiến rất nhanh, còn binh thuyền của Mã Viện to lớn, nặng nề nên đuổi theo rất chậm. Chẳng mấy chốc quân ta đã bỏ xa quân địch. Theo đường sông Bạch Đằng - Kinh Thầy - sông Đuống, thủy quân của Lê Chân tập kết về vùng hồ Tây, Hoàng Mai bên bờ hữu sông Hồng. Trong thời gian ngắn trú quân ở đây, nữ tướng Lê Chân gấp rút củng cố lực lượng, tuyển thêm binh sĩ, đóng thêm thuyền chiến. Bà cho binh sĩ luyện tập võ nghệ, mở lò đấu vật. Mọi việc đã xong, nữ tướng Lê Chân gấp rút hành quân về bảo vệ kinh đô Mê Linh.
Thế rồi quân Hai Bà Trưng chống cự không nổi, Hai Bà Trưng phải lui về Cấm Khê (Hà Nội). Nhưng do giặc quá mạnh, Hai Bà đã trầm mình xuống sông Hát tự vẫn. Lê Chân đem quân về lập căn cứ địa ở Lạt Sơn (nay thuộc huyện Kim Bảng, Hà Nam) nhằm khôi phục cơ đồ. Cùng với xây dựng căn cứ, nữ tướng Lê Chân gấp rút chiêu mộ thêm binh sĩ chủ yếu là người vùng Lạt Sơn và các vùng lân cận, lập nhiều cơ đội. Đạo quân của Đô Dương đã bổ sung một bộ phận binh sĩ, trong đó có nhiều người họ Dương cho căn cứ Lạt Sơn. Nhưng khi căn cứ vừa hình thành chưa được bao lâu thì Mã Viện đem lực lượng lớn tới tấn công, nghĩa quân chống trả quyết liệt nhưng không bảo toàn được lực lượng. Cuối cùng, Lê Chân đã lên núi Giát Dâu gieo mình từ trên đỉnh núi xuống để bảo toàn khí tiết, quyết không sa vào tay giặc.

## Được tôn thờ
Theo truyền thuyết dân gian, trong các lễ hội, ngày 8 tháng 2 âm lịch là ngày sinh và 25 tháng 12 âm lịch là ngày mất của Lê Chân.
Gần 1.500 năm sau, nhóm ngư dân của trang Yên Biên, tổng Vĩnh Đại, huyện Đông Triều (tương đương với hậu duệ đời thứ 60 của nữ tướng Lê Chân) về vùng ven sông Tam Bạc, huyện An Dương khai hoang lập ấp vào cuối thời Lê sơ, họ không quên nơi chôn rau cắt rốn của mình đã  đặt tên mảnh đất này là trang An Biên. Đến đầu thời Nguyễn thì An Biên trở thành đơn vị hành chính cấp xã (làng). Còn làng Vẻn do Lê Chân lập lúc đầu có 18 người, sau thời gian quá dài bị mất tên, nay thuộc khu vực bên triền Hữu sông Cấm thuộc xã Đại Bản, huyện An Dương và bên triền Tả sông Cấm thuộc xã Hợp Thành, huyện Thủy Nguyên, Hải Phòng ngày nay
Để nhớ công ơn khai khẩn của Bà, Hải Phòng đặt tên một quận mang tên Bà và dựng tượng Bà trước Trung tâm Triển lãm và Mỹ thuật TP. Hải Phòng (quận Lê Chân, trung tâm TP. Hải Phòng); đồng thời, tên của bà được đặt tên cho giải thưởng "Nữ tướng Lê Chân" để trao cho những phụ nữ có thành tích xuất sắc của đất Cảng.